# Ecsenius midas
Ecsenius midas är en fiskart som beskrevs av Starck, 1969. Ecsenius midas ingår i släktet Ecsenius och familjen Blenniidae. Inga underarter finns listade i Catalogue of Life.